# 위험한 여로
위험한 여로(The Comedians)는 미국에서 제작된 피터 글렌빌 감독의 1967년 영화이다. 리차드 버튼 등이 주연으로 출연하였고 피터 글렌빌 등이 제작에 참여하였다.

## 출연

### 주연
- 리차드 버튼
- 엘리자베스 테일러
- 알렉 기네스
- 피터 유스티노프

### 조연
- 폴 포드
- 릴리언 기시
- 조지 스탠포드 브라운
- 로스코 리 브라운
- 글로리아 포스터
- 제임스 얼 존스
- 제이키스 모케
- 레이몬드 세인트 자크
- 시실리 타이슨

## 제작진
- 원작자: 그레이엄 그린
- 미술: 프랑수아 드 라모스